# Merina
I Merina sono il più grande gruppo tribale del Madagascar; l'insieme delle regioni occupate da questo popolo viene detta nazione Merina. La loro lingua è la lingua ufficiale del Madagascar e viene quindi chiamata comunemente malgascio (malagasy); in alcuni contesti, però, specie se posta in relazione ad altre lingue e dialetti dell'isola, essa viene ancora chiamata lingua Merina. Fra la fine del XVIII secolo e la fine del XIX i Merina portarono a termine un processo di unificazione che assicurò al Regno Merina la supremazia sulle altre etnie (in particolare i Sakalava, che erano precedentemente in posizione predominante). Il Regno Merina fu riconosciuto dagli europei come Regno del Madagascar, e giunse a controllare quasi tutta l'isola. La destituzione dei monarchi Merina da parte dei francesi coincise di fatto con la trasformazione del Madagascar in un possedimento coloniale francese.

## Distribuzione geografica
Il popolo dei Merina (o Hova) conta più di 5 milioni di persone (circa un quarto della popolazione complessiva del Madagascar), concentrati principalmente negli altopiani centrali, e in particolare in tre zone: la zona della capitale Antananarivo, fino alle regioni costiere (escluse); la zona ovest fino al Bongolava (detta Imamo); e la zona sud fino al limite del fiume Maina (detta Vakinankaratra).

## Storia

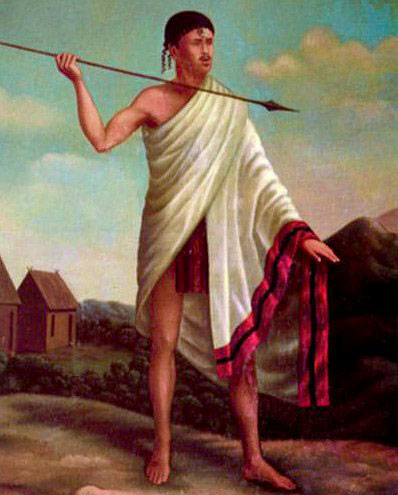
Il re Andrianampoinimerina

Le origini del popolo Merina sono un tema tuttora controverso. I Merina presentano tratti somatici e culturali che li accomunano abbastanza nettamente ai malesi-indonesiani e ai melanesiani. Secondo la tesi più accreditata, i Merina discenderebbero da viaggiatori malesi giunti in Madagascar circa 2000 anni fa, che rimasero sulle coste per circa un millennio prima di iniziare a spingersi verso gli altopiani dell'entroterra. Il ricordo di queste origini è andato perduto presso il popolo Merina. I primi sovrani Merina sui quali si hanno informazioni risalgono al XII e XIII secolo. L'unificazione del popolo Merina in un regno iniziò con il re Andrianamelo (XII secolo) e ai suoi successori Ralambo e Andrianjaka, ma fu portata a compimento solo nel XIX secolo, da Andrianampoinimerina. Gli succedette il figlio Radama, che iniziò a intessere rapporti di collaborazione con gli europei e, anche grazie a questa apertura, fu in grado di imporre la propria supremazia sulla quasi totalità del paese, sottomettendo altri regni locali (per esempio i regni Sakalava). Fu proprio questo il Regno Merina a essere riconosciuto dalle potenze europee come "Regno del Madagascar". L'influenza europea si accompagnò a una rapida modernizzazione del paese e alla diffusione dell'insegnamento, soprattutto a carico dei missionari protestanti britannici. Fra il 1868 e il 1869 si convertirono ufficialmente sia la regina (Ranavalona II) che il primo ministro (Rainilaiarivony), e il protestantesimo divenne la religione ufficiale del Regno. Gli stessi europei (in particolare, i francesi) posero però fine al Regno nel 1896, trasformando il paese in una colonia.
Nel XX secolo, il popolo Merina ebbe un importante ruolo politico nella lotta per l'indipendenza del Madagascar (soprattutto attraverso i movimenti Vy Vato Sakelika prima e l'MDRM, "movimento democratico del rinnovamento malgascio", poi. Nel 1947 l'MDRM subì una forte repressione da parte delle autorità coloniali, e il popolo Merina si trovò per diverso tempo emarginato dalla vita sociopolitica del Madagascar; in particolare, non ebbe nessun ruolo specifico nell'effettivo conseguimento dell'indipendenza. La presenza Merina in politica tornò a essere determinante solo negli anni novanta. L'ultimo Presidente regolarmente eletto del Madagascar, destituito nel 2009 con un colpo di Stato Marc Ravalomanana, è un Merina.

## Struttura etnica e sociale
Il popolo della Nazione Merina è in realtà di composizione eterogenea. Il nucleo di questo gruppo è composto da discendenti dei malesi che giunsero in Madagascar circa 2000 anni fa, e presenta tratti somatici chiaramente sud-asiatici. Questo gruppo etnico centrale è socialmente suddiviso in due caste, dette Hova (la gente comune) e Andriana (la nobilità); l'ufficializzazione di questa ripartizione risale al re Merina Ralambo, vissuto alla fine del XVI secolo. Un terzo gruppo, etnicamente distinto, era costituito dai Mainty. Per un certo periodo, gli Andriana espressero i sovrani Merina, gli Hova i consiglieri del re e i Mainty la guardia reale.
Nel XIX secolo, gli Hova soppiantarono gli Andriana, e i Mainty persero gradualmente potere, venendosi a confondere con gli andevo, gli schiavi che i Merina si procuravano razziando le coste. Quando i francesi acquisirono il controllo del Madagascar, crearono una nuova classe Hovavao o "nuovi merina", composta da schiavi neri liberati originari dell'Africa dell'est (soprattutto Mozambico).
La struttura sociale della Nazione Merina è dunque fortemente gerarchica, con matrimoni quasi esclusivamente endogami. I villaggi sono gestiti in modo che si potrebbe definire "democratico" e godono di un'ampia autonomia basata sull'istituzione del fokonolona, una gestione in comune della vita pubblica basata su rapporti di clan.

## Lingua
La lingua Merina è una lingua austronesiana. Su di essa è basato il malgascio (Malagasy), lingua ufficiale del paese e conosciuta anche dalle altre etnie (che pur conservano le loro lingue, o dialetti).

## Cultura

### Religione
La cultura Merina mantiene molti elementi di origine indonesiana, ma risente anche dell'influenza delle culture dell'Africa orientale. Prima della diffusione del Cristianesimo, la religione tradizionale Merina era animista/politeista, con una gerarchia di dèi al cui vertice sedeva il creatore Andriamanitrao Zanahary. Credevano che gli spiriti dei defunti vivessero in un "mondo degli antenati" e fossero in grado di manifestarsi in diverse forme: per esempio come "doppi" (ambiroa) "ombre" (tandindona) o "fantasmi" (matoatoa). Il sovrano era considerato strettamente legato al divino e i riti in suo onore si chiamavano fanasinana  (letteralmente, "sacralizzazione"). Non esisteva una casta sacerdotale, ma vi erano figure di sciamani-guaritori (ombiasy) e astrologi (mpanandro) ai quali il sovrano delegava il compito di trattare con le "forze oscure". Anche i Merina, come altri popoli malgasci, hanno un proprio rituale di "risepoltura" (famadihana), che prevede la riesumazione periodica dei cadaveri. Dopo la conversione della regina e del primo ministro negli anni 1868-1869, il popolo Merina divenne ufficialmente cristiano (con prevalenza di protestanti), senza per questo rinunciare completamente alle proprie credenze e ai propri usi tradizionali.

### Agricoltura e villaggi

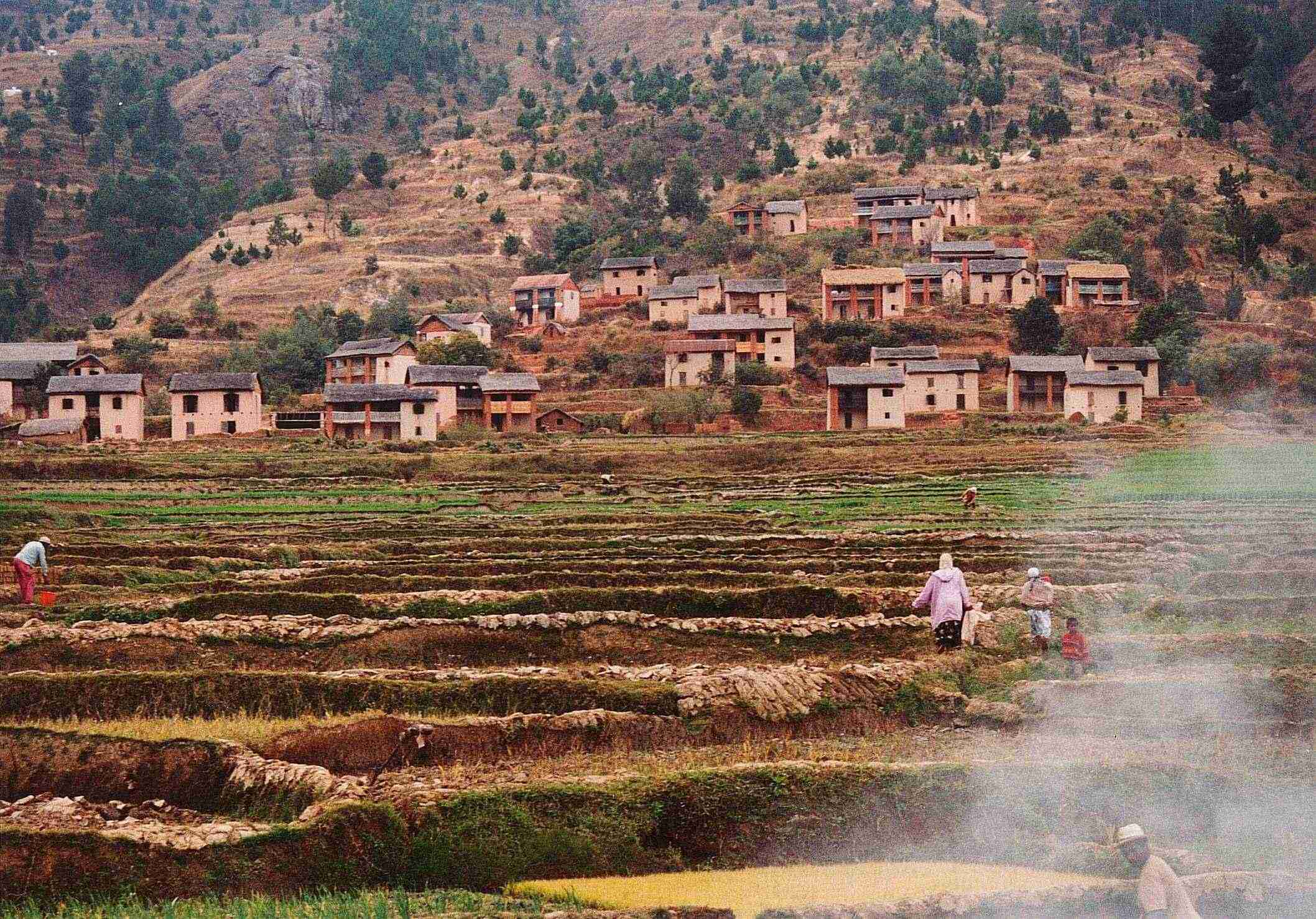
Risaie nella provincia di Antananarivo

Il popolo dei Merina è tradizionalmente legato alla risicoltura. Gli altopiani intorno alla capitale Antanarivo e in una larga parte della "Nazione Merina" sono caratterizzati dalle tipiche risaie a gradini. I villaggi sono spesso costruiti in zone elevate e in passato erano circondati da solide fortificazioni. In modo coerente con le tradizioni indonesiane, le case dei nobili sono di legno e quelle della gente comune in terra. L'abbigliamento tipico consiste in abiti di cotone o seta.

### Musica
Fra gli strumenti musicali tipici del popolo Merina si possono citare il lokanga (un tipo di violino), lo scacciapensieri, la valiha, e numerosi tipi di tamburo. La musica spesso accompagna testi poetici di un genere noto come hain-teny, assimilabile ad altre forme letterarie diffuse presso gran parte delle popolazioni di origine malese-polinesiana.